# Christine
«Christine» — пісня британського, пост-панк-гурту, Siouxsie and the Banshees, яка була випущена, 30 травня 1980 року, і яка досягла 22-го місці в UK Singles Chart, пісня написана, Сьюзі С'ю, і Стівеном Северином.